# Volero Le Cannet
Volero Le Cannet ist ein französischer Volleyballverein aus Le Cannet, dessen erste Frauenmannschaft in der höchsten nationalen Liga und im Europapokal spielt.

## Geschichte
Der Hauptverein wurde 1968 als Rocheville Le Cannet gegründet. 1994 entstand die Volleyball-Abteilung. In der Saison 2007/08 erreichte die Mannschaft das nationale Pokalfinale. Außerdem kam sie im CEV-Pokal ins Final Four und belegte dort nach einem Sieg gegen OK Roter Stern Belgrad und einer Finalniederlage gegen Scavolini Pesaro den zweiten Rang. 2011 stand Le Cannet zum zweiten Mal im nationalen Pokalfinale. 2015 gewann der Verein den Pokal im Finale gegen RC Cannes. Außerdem wurde er erstmals Vizemeister. In der Saison 2016/17 kam Le Cannet als Zweiter der Hauptrunde in die Playoffs und wurde nach einem 2:3 im Endspiel gegen ASPTT Mulhouse französischer Vizemeister. Damit qualifizierte sich der Verein für die Champions League 2017/18. Durch zwei 2:3-Niederlagen gegen Minchanka Minsk verpasste er die Gruppenphase und spielte im CEV-Pokal weiter. Dort schied Le Cannet im Sechzehntelfinale gegen den deutschen Meister Schweriner SC aus.
2018 wechselte die Schweizer Erstligamannschaft Volero Zürich nach Frankreich und fusionierte mit Rocheville Le Cannet. 2022 wurde man französischer Meister und Pokalsieger.